# Celia Quansah
Celia Quansah   (Twickenham, 26 d'octubre de 1995) és una jugadora de rugbi a 7 anglesa que juga al Leicester Tigers Women. Va ser seleccionada com a membre de la selecció femenina de rugbi a 7 de Gran Bretanya per als Jocs Olímpics d'Estiu de 2020.
Filla de pare ghanès i mare anglesa, Quansah va créixer a Twickenham. De petita va practicar l'atletisme, guanyant la competició de salt de llargada als Jocs Escolars de 2011, i va representar Anglaterra internacionalment en heptatló, competint als campionats britànics contra Jessica Ennis-Hill. Mentre estava a la universitat va començar a jugar a rugbi. Després de jugar durant sis mesos, va ser convidada a unir-se al programa England Sevens per a la temporada 2018/19 i va jugar amb l'equip guanyador de Gran Bretanya al Torneig de classificació olímpica el 2019.